# Jerzy Różycki

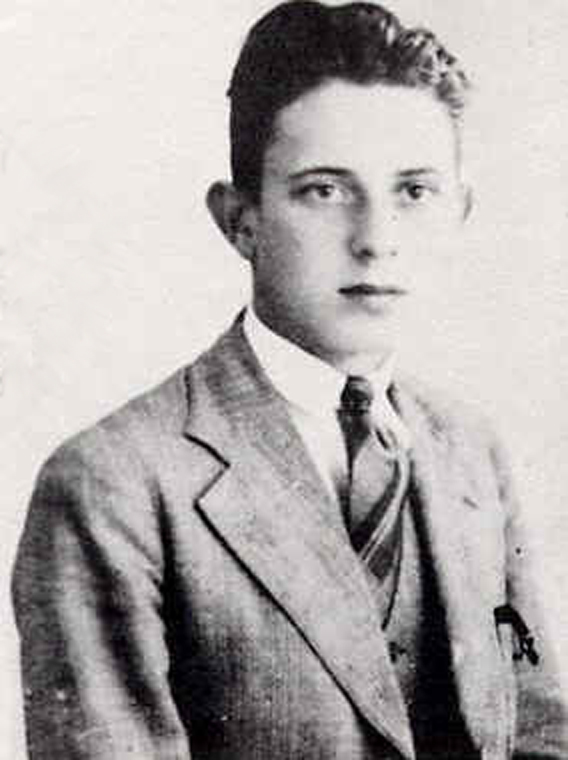
Jerzy Różycki (ca. 1928)

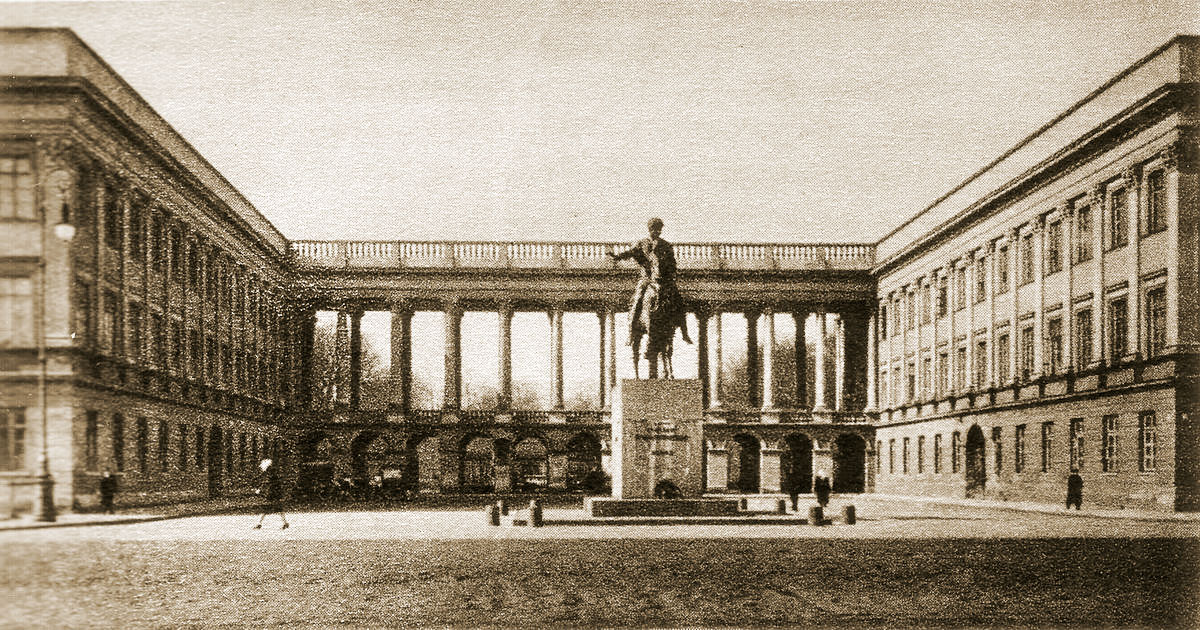
Das Sächsische Palais (poln. Pałac Saski) in Warschau beherbergte in den 1930er-Jahren das polnische Chiffrenbüro Biuro Szyfrów.

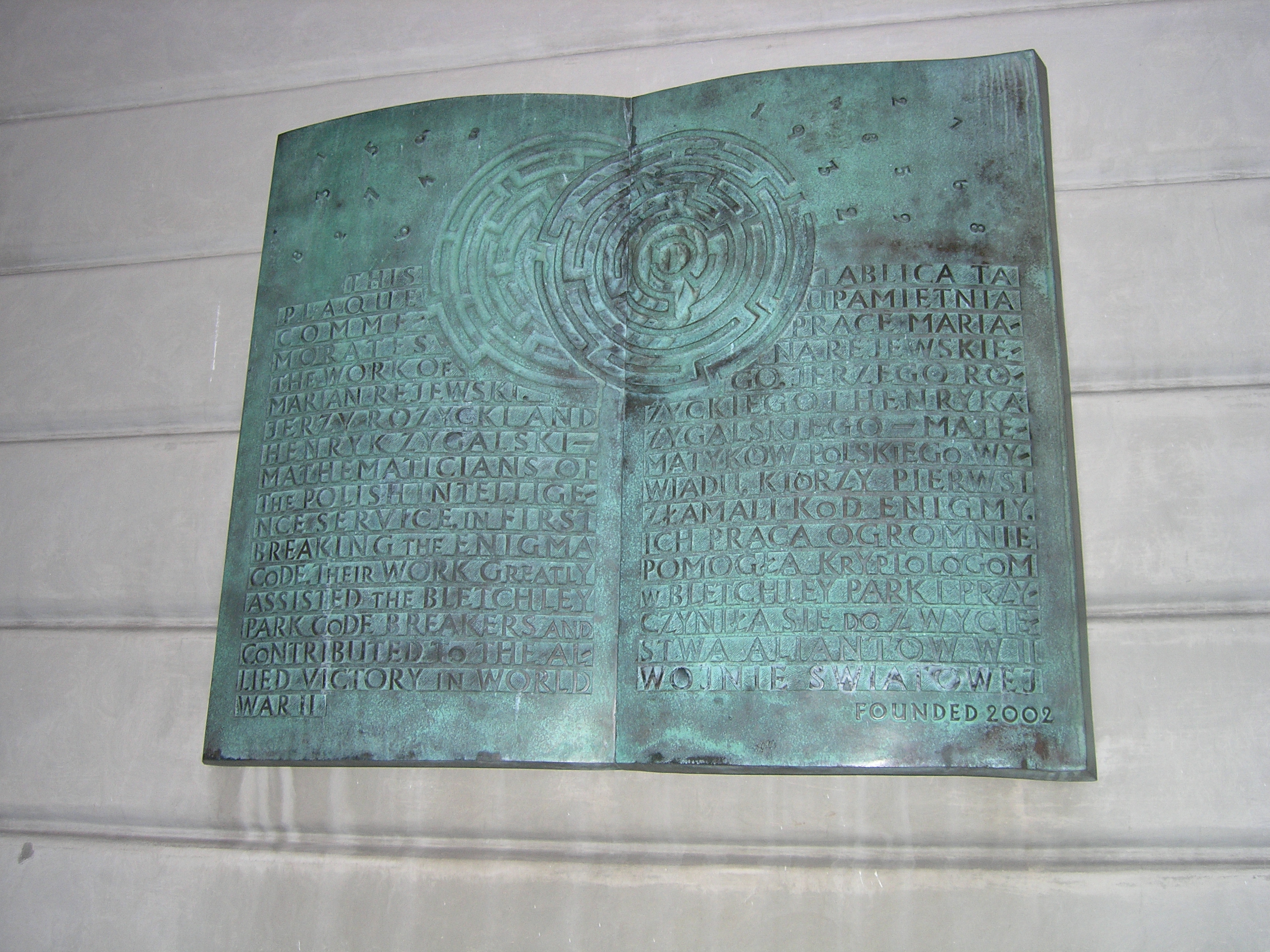
Gedenktafel für Różycki und seine Kollegen am Warschauer Piłsudski-Platz

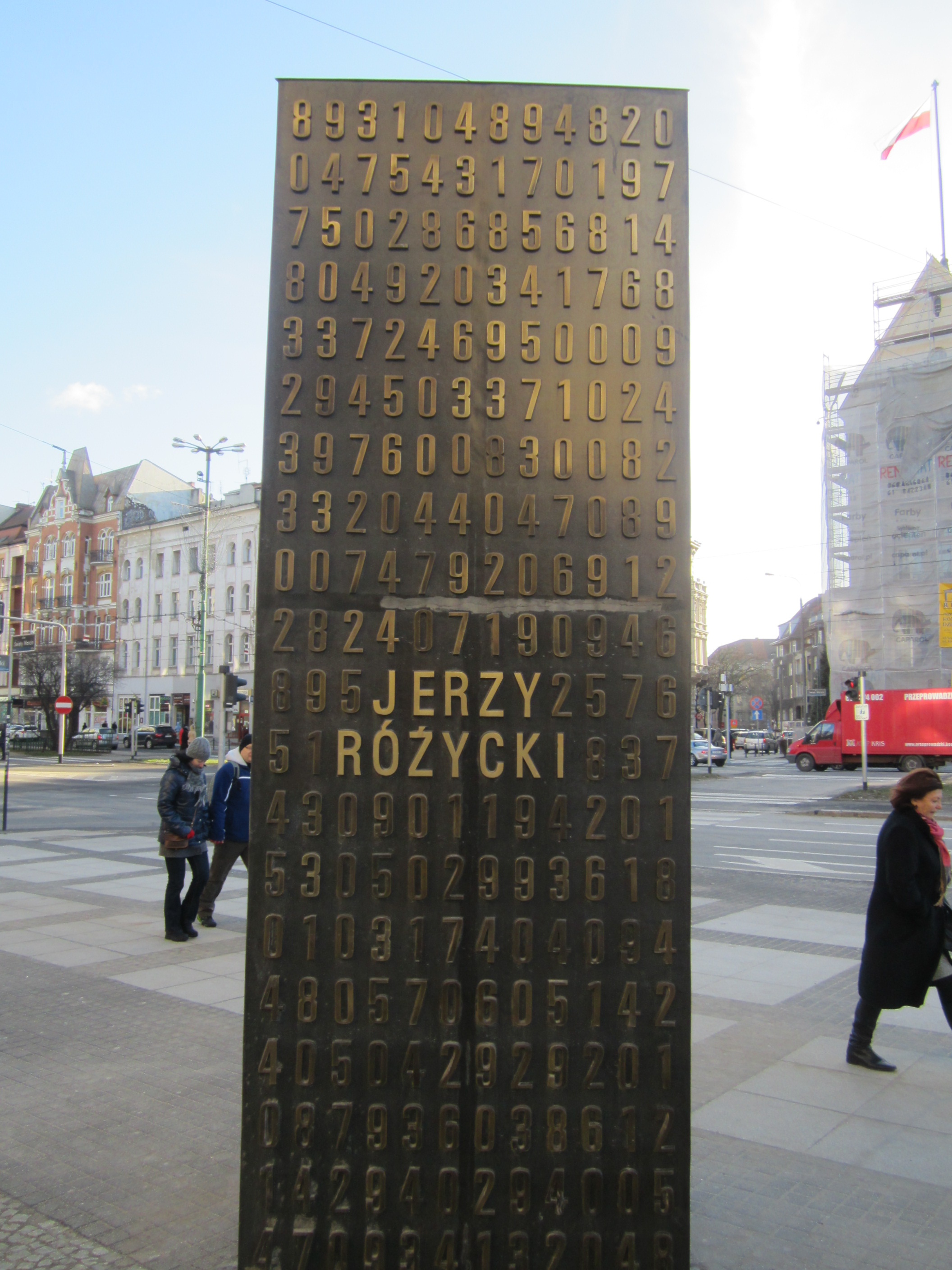
Ehrenmal für Jerzy Różycki in Posen

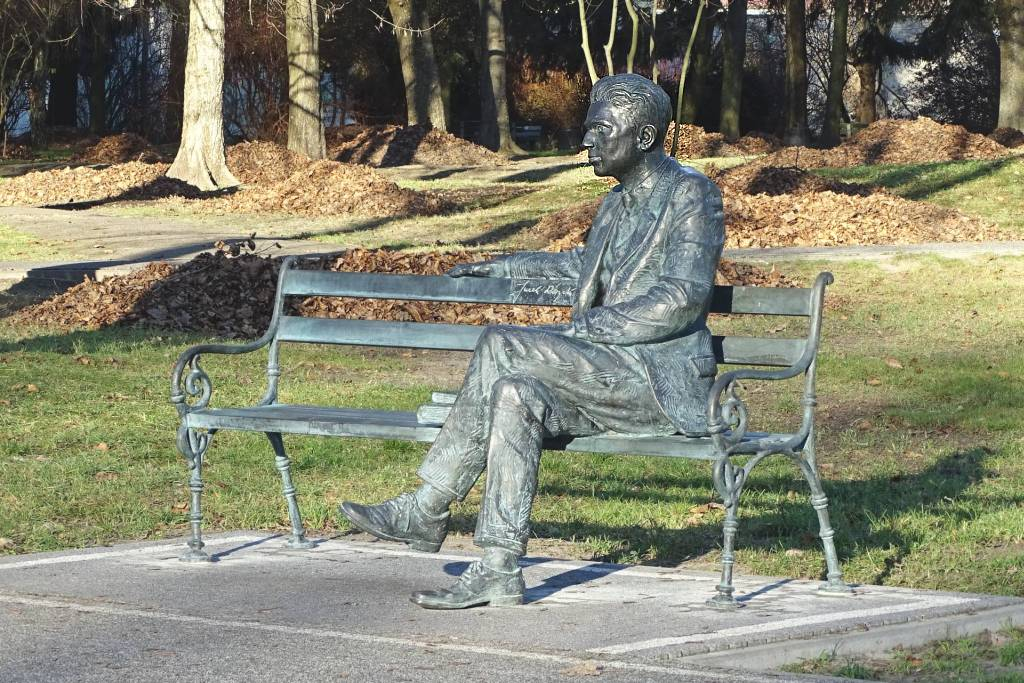
Bank in Wyszków zum Gedenken an Jerzy Różycki

Jerzy Różyckiⓘ (* 24. Juli 1909 in Oltschana bei Kiew; † 9. Januar 1942 im Mittelmeer bei den Balearen) war ein polnischer Mathematiker und Kryptologe.

## Leben
Różycki wurde im damaligen zaristischen Russland in der Nähe der heutigen ukrainischen Hauptstadt Kiew als viertes und jüngstes Kind von Zygmunt Różycki und seiner Frau Wanda, geb. Benita, geboren. Sein Vater war studierter Apotheker und hatte an der Universität Sankt Petersburg studiert. Der junge Jerzy besuchte eine polnische Schule in Kiew und zog im Jahr 1918 in das nach dem Ersten Weltkrieg neu wiederentstandene Polen. Im Jahre 1926 schloss er seine Schulausbildung in der am Bug gelegenen polnischen Stadt Wyszków ab.
Von 1927 bis 1932 studierte er Mathematik an der Universität Posen und schloss dort am 19. Februar 1932 sein Studium ab. Später studierte er noch Geographie, ein Studium, das er am 13. Dezember 1937 ebenfalls in Posen abschloss.
Im Jahr 1929, noch als Student, nahm Różycki, der fließend Deutsch sprach, als einer von etwa zwanzig Studenten der Mathematik an einem geheimen Kursus über Kryptologie teil, der vom polnischen Biuro Szyfrów (BS) (deutsch: „Chiffrenbüro“) veranstaltet wurde, das seinen Sitz damals im Sächsischen Palais (poln. Pałac Saski) in Warschau hatte (Bild). Ab September 1932 arbeitete er dort zusammen mit seinen früheren Kommilitonen aus Posen, Marian Rejewski und Henryk Zygalski, an der Entzifferung von Funksprüchen, die die deutschen Militärs mit ihrer Enigma-Maschine verschlüsselten.
Nachdem sein Kollege Rejewski im Dezember 1932 die militärische Variante der deutschen Schlüsselmaschine rekonstruiert hatte, erarbeitete Różycki zusammen mit seinen Freunden Rejewski und Zygalski ausgefeilte Methoden zum Bruch der Enigma-Schlüssel, die durch die Deutschen täglich gewechselt wurden. Jerzy Różycki erfand dabei die „Uhrenmethode“, mit deren Hilfe es zuweilen gelang, herauszufinden, welche der drei Walzen der Enigma an der rechten Position als „schnelle“ Walze betrieben wurde.
Im Jahr 1939 entschloss sich das Chiffrenbüro, angesichts der für Polen zunehmend drohenden Gefahr, die seit 1932 erfolgreich entwickelten Methodiken und Gerätschaften, mit denen es gelungen war, den von der deutschen Reichswehr und später von der Wehrmacht mithilfe der Enigma verschlüsselten Nachrichten zu entziffern, an die französischen und britischen Verbündeten weiterzugeben. Am 26. und 27. Juli 1939 kam es zum legendären Geheimtreffen französischer, britischer und polnischer Codeknacker im Kabaty-Wald von Pyry, knapp 20 km südlich von Warschau, bei dem sie den verblüfften Briten und Franzosen ihre Enigma-Nachbauten und ihre kryptanalytischen Maschinen präsentierten und ihre Methodiken offenbarten. Mit diesem Anschub konnten die britischen Codebreaker im englischen Bletchley Park mit Ausbruch des Krieges einen erneuten Angriff auf die deutsche Maschine starten, der es ihnen in der Folge ermöglichte, die verschlüsselten deutschen Funksprüche nahezu kontinuierlich zu entziffern.
Kurz darauf, im September 1939, nach dem deutschen Überfall auf Polen, musste er sein Land verlassen, floh über Rumänien und fand zunächst Asyl in Frankreich, wo er, zusammen mit vielen seiner Kollegen aus dem BS im „PC Bruno“, einer geheimen nachrichtendienstlichen Einrichtung der Alliierten in der Nähe von Paris, seine erfolgreiche kryptanalytische Arbeit gegen die Enigma fortsetzen konnte. Mit der deutschen Offensive gegen Frankreich im Juni 1940 musste er erneut vor der anrückenden Wehrmacht flüchten und fanden einen neuen Standort (Tarnname: „Cadix“) bei Uzès in der freien südlichen Zone Frankreichs.
Różycki ertrank im Mittelmeer am 9. Januar 1942, als das französische Passagierschiff Lamoricière mit ihm an Bord in einem Sturm in der Nähe der Balearischen Inseln sank. Ihm zu Ehren wurde am Warschauer Piłsudski-Platz eine Gedenktafel angebracht (Bild). Im Jahr 2007, zum 75-jährigen Jubiläum der ersten Entzifferung der Enigma, wurde vor dem Residenzschloss in Posen das Kryptologen-Denkmal (polnisch: Pomnik kryptologów) enthüllt (Bild), das ihm und seinen beiden Kollegen gewidmet ist.
Jerzy Różycki hinterließ seine Frau Maria Barbara Mayka, die er 1938 geheiratet hatte, und den gemeinsamen Sohn Janusz Różycki, der am 10. Mai 1939 auf die Welt gekommen war. Janusz Różycki absolvierte später ein Studium an der Akademie der Bildenden Künste in Warschau und gewann im Jahr 1964 zusammen mit der polnischen Fecht-Mannschaft eine Silbermedaille bei den Olympischen Sommerspielen in Tokio.